# Halopegia azurea
Halopegia azurea là một loài thực vật có hoa trong họ Marantaceae. Loài này được (K.Schum.) K.Schum. mô tả khoa học đầu tiên năm 1902.